# Yoshimatsu Oyama
Yoshimatsu Oyama és un futbolista japonès que disputà dos partits amb la selecció japonesa.